# Asura haemachroa
Asura haemachroa là một loài bướm đêm thuộc phân họ Arctiinae, họ Erebidae.